# Aero Boero AB-95

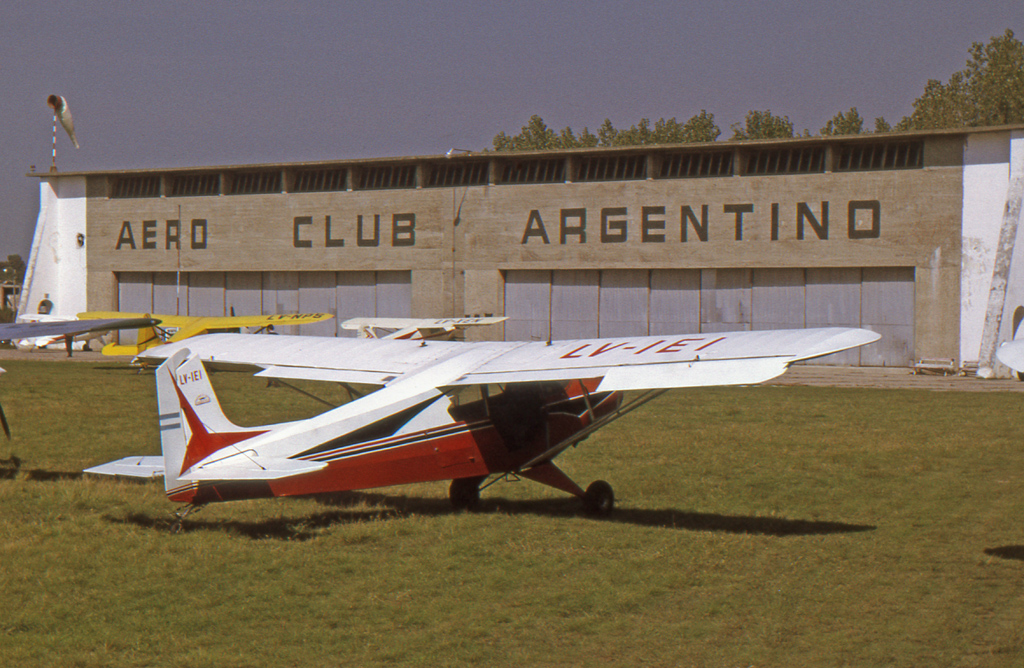
Aero Boero 95, Buenos Aires, 1975

Die Aero Boero 95 war ein dreisitziges, einmotoriges Schul- und Reiseflugzeug. Der abgestrebte Hochdecker wurde von der argentinischen Firma Aero Boero hergestellt und besaß ein festes Spornradfahrwerk. Die Konstruktionsarbeiten begannen bereits 1953, der Erstflug fand jedoch erst am 12. März 1959 statt. Als Antrieb diente in der Standardversion ein luftgekühlter Continental-C90-8F-Boxermotor mit einer Leistung von 70 kW (95 PS).

## Konstruktion
Der Rumpf war eine geschweißte Stahlrohrkonstruktion, die mit Stoff bespannt war. Das Leitwerk war genauso aufgebaut, besaß aber eine Drahtabspannung zum Rumpf. Die Tragflächen bestanden aus einer Leichtmetall Unterkonstruktion, die ebenfalls mit Stoff überzogen war. Auch die Querruder und Klappen waren mit Stoff bespannt.
Mögliche Optionen waren eine Doppelsteuerausstattung für Schulungszwecke oder eine Sprüheinrichtung für den Landwirtschaftseinsatz.

## Varianten
AB-95 Standardmit Continental-C90-Triebwerk
AB-95 A de Lujomit einem Continental O-200A Triebwerk mit einer Leistung von 74 kW (100 PS).
AB-95 A Fumigadorals Landwirtschaftsflugzeug mit einem 250-l-Chemietank.
AB-95 Bmit einem 110 kW (150 PS) Triebwerk.

## Technische Daten
| Kenngröße             | Daten                                                                               |
| --------------------- | ----------------------------------------------------------------------------------- |
| Besatzung             | 1                                                                                   |
| Passagiere            | 2                                                                                   |
| Länge                 | 6,90 m                                                                              |
| Spannweite            | 10,42 m                                                                             |
| Höhe                  | 2,10 m                                                                              |
| Flügelfläche          | 16,36 m²                                                                            |
| Leermasse             | 422 kg                                                                              |
| max. Startmasse       | 700 kg                                                                              |
| Reisegeschwindigkeit  | 170 km/h                                                                            |
| Höchstgeschwindigkeit | 205 km/h                                                                            |
| Steigrate             | 5 m/s                                                                               |
| Dienstgipfelhöhe      | 5200 m                                                                              |
| Reichweite            | 960 km                                                                              |
| Triebwerke            | 1 × Continental C90-8F Vierzylinder-Boxermotor mit einer Leistung von 70 kW (95 hp) |